# Argolide
L'Argolide (in greco antico: Ἀργολίς?, Argolís) è una regione storica dell'antica Grecia.

## Storia
Nell'antichità l'Argolide confinava con la Fliasia e con la Corinzia a nord, con l'Arcadia a ovest e con la Laconia a sud.

La regione fu abitata dagli Ioni, poi scacciati dai Pelasgi, che a loro volta furono seguiti dai Pelopidi, la stirpe di Agamennone, re mitologico di Micene. Quindi, nel X secolo a.C., i Dori giunsero nella regione e si mescolarono alle persone che si erano qui stabilite.

## Antiche poleis
- Bembina
- Cifanta
- Cencrea